# 미국 십대의 비밀생활
미국 십대의 비밀생활(The Secret Life of the American Teenager)은 2008년부터 2013년까지 ABC 패밀리에서 방영된 드라마이다.

## 출연
- 셰일린 우들리 - 에이미 주어건스 역
- 대런 캐거소프 - 리처드 "리키" 언더우드 역
- 메건 파크 - 그레이스 캐슬린 보먼 역
- 프랜시아 레이사 - 에이드리언 리 역
- 켄 보먼 - 벤저민 "벤" 보이커위치 역
- 인디아 아이슬리 - 애슐리 주어건스 역
- 그레그 핀리 - 잭 파파스 역
- 몰리 링월드 - 앤 주어건스 역
- 마크 더윈 - 조지 주어건스 역
- 스티브 시리파 - 리오 보이커비치 역